# Miroslav Máče
Miroslav Máče (* 19. srpna 1956[zdroj?]) je český politik, ekonom a vysokoškolský pedagog, v letech 1998 až 2002 a pak opět 2005 až 2006 poslanec Poslanecké sněmovny PČR, dlouholetý zastupitel města Český Krumlov, od roku 1990 do roku 2010 člen ČSSD, v létech 2014-2016 postupně kandidoval jako nestraník za KSČM do městského zastupitelstva města Český Krumlov a do Senátu PČR. Od roku 2024 je členem strany PRO.
Biografie
Vystudoval elektrotechnickou fakultu na ČVUT (obor automatizované systémy řízení). Roku 1985 zde ukončill aspiranturu v oboru technická kybernetika. Kromě toho v roce 1999 absolvoval doktorandské studium (obor účetnictví a finanční řízení podniků) na Vysoké škole ekonomické v Praze. Od roku 1994 byl profesí učitelem na Jihočeské univerzitě v Českých Budějovicích.
V komunálních volbách roku 1994, komunálních volbách roku 1998 a komunálních volbách roku 2006 byl zvolen do zastupitelstva města Český Krumlov za ČSSD. Mandát neobhájil v komunálních volbách roku 2010, kdy již kandidoval jako bezpartijní na kandidátní listině SPORTOVCI PRO KRUMLOV. Profesně se od roku 1994 do roku 2010 uvádí jako vysokoškolský učitel.
Ve volbách v roce 1998 byl zvolen do poslanecké sněmovny za ČSSD (volební obvod Jihočeský kraj). Byl členem sněmovního výboru pro evropskou integraci a v letech 1998-2000 i zahraničního výboru. Ve volbách v roce 2002 kandidoval, ale nebyl zvolen. Do sněmovny se dostal ovšem dodatečně jako náhradník v prosinci 2005 poté, co rezignoval Jan Mládek. V parlamentu setrval jen do voleb v roce 2006. Byl členem rozpočtového výboru.
Působil jako jednatel obchodní společnosti a byl pracovníkem Státního fondu dopravní infrastruktury. V roce 2005 se zmiňuje coby vyučující na katedře účetnictví Jihočeské univerzity v Českých Budějovicích.
Později byl vyloučen předsedou okresního výboru z ČSSD, v dalších letech spolupracovial s KSČM,  ale členem této strany se navzdory mediální zprávě nestal. V komunálních volbách v roce 2014 kandidoval za KSČM do Zastupitelstva města Český Krumlov, ale neuspěl (skončil jako první náhradník). Nakonec však k 1. dubnu 2015 mandát získal.
Ve volbách do Senátu PČR v roce 2016 kandidoval za KSČM v obvodu č. 10 – Český Krumlov. Se ziskem 12,89 % hlasů skončil na 3. místě a do druhého kola nepostoupil. V roce 2024 se stal členem jihočeské krajské organizace strany Právo-Respekt-Odbornost (PRO).